# Eruga straussi
Eruga straussi là một loài tò vò trong họ Ichneumonidae.